# Saint-Salvi-de-Carcavès
Saint-Salvi-de-Carcavès település Franciaországban, Tarn megyében. Lakosainak száma 78 fő (2022. január 1.). Saint-Salvi-de-Carcavès Laval-Roquecezière, Pousthomy, Lacapelle-Escroux, Le Masnau-Massuguiès, Senaux és Viane községekkel határos.

## Népesség
A település népessége az elmúlt években az alábbi módon változott:
| Lakosok száma | 76   | 71   | 72   | 73   | 75   | 72   | 71   | 78   |
|               | 2013 | 2015 | 2017 | 2018 | 2019 | 2020 | 2021 | 2022 |